# Maurice Bedel
Maurice Bedel (født 30. december 1883 i Paris, død 15. oktober 1954 i Thuré) var en fransk forfatter, der i 1927 fik Goncourtprisen for romanen Jérôme 60° latitude nord (da: Jeromes norske Eventyr).